# CuneiForm
CuneiForm – wolne oprogramowanie służące do optycznego rozpoznawania znaków (OCR). Początkowo opracowana przez towarzystwo rosyjskie Cognitive Technologies. CuneiForm rozpoznaje dowolne drukowane czcionki – skanowane książki, gazety, czasopisma, wydruki z laserowych i mozaikowych drukarek, teksty z maszyn do pisania i inne. CuneiForm zostawia formatowanie tekstu i może rozpoznawać złożone tabele dowolnej struktury.
W 2007 roku postanowiono kontynuować projekt. Kod źródłowy udostępniono na licencji BSD.